# Brink (Familienname)
Brink ist ein deutscher und niederländischer Familienname. Durch Auswanderer kam er auch in die USA, wo er seit mindestens 1850 zu den 50.000 häufigsten Namen gehört,
nach Südafrika und in andere Länder.

## Herkunft und Bedeutung
Der Name ist aus der Siedlungsbezeichnung Brink entstanden. Im übertragenen Sinne bedeutet Brink „Hügel mit grünem Gras“, woraus zu schließen ist, dass die Vorfahren freie Viehzüchter waren. Als sich die Familiennamen festigten, gingen andererseits Zusammensetzungen wie „Brinkmeier“ auch auf unfreie Eigengehörige unterschiedlicher Herkunft über, die bei Namensgleichheiten zur besseren Unterscheidung nach ihrer Wohnstätte auf oder an einem Brink (als beliebige Anhöhe) benannt wurden.

## Varianten und Komposita
- Brinkmann, Brinker, Brinke, Brinkhaus, Brinkhoff, Brinkmeier, Brinkmeyer, Brinkmöller, Brinks, Brincker, Brinktri(e)ne, am Brink, Eimertenbrink, Erdbrink, Nordbrink, Oberstebrink, Steinbrink, Stertenbrink, Westenbrink, Renzenbrink, Vorbrink, Krähenbrink, Wellenbrink, Tembrink, Brinkkemper, Lüsebrink

## Namensträger
- Aaron Brink (1974–2023), US-amerikanischer MMA-Kämpfer und Pornodarsteller
- Alexander Brink (* 1970), deutscher Ökonom, Philosoph und Hochschullehrer
- Alfred Brink (1906–nach 1937), deutscher Fußballspieler
- Alijda Brink (1911–2002), niederländische Malerin und Bildhauerin
- André Brink (1935–2015), südafrikanischer Schriftsteller
- Bas van den Brink (* 1982), niederländischer Fußballspieler
- Bernhard ten Brink (1841–1892), deutscher Anglist und Romanist
- Bernhard Brink (* 1952), deutscher Schlagersänger
- Bert van den Brink (* 1958), niederländischer Jazz-Pianist, Komponist, Musikproduzent und Arrangeur
- Bobby Brink (* 2001), US-amerikanischer Eishockeyspieler
- Bridget A. Brink, US-amerikanische Diplomatin
- Charles Oscar Brink (1907–1994), britischer Klassischer Philologe
- Cornelia Brink (* 1961), deutsche Historikerin
- Cyle Brink (* 1994), südafrikanischer Rugbyspieler
- David Brink (Radsportler) (1947–2019), US-amerikanischer Radrennfahrer
- David M. Brink (1930–2021), australisch-britischer Kernphysiker
- Dieter Brink (* 1963), deutscher Komponist, Produzent und Sänger
- Elga Brink (1905–1985), deutsche Schauspielerin
- Ernst Paul Brink (1856–1922), deutscher Jurist und Oberbürgermeister von Glauchau
- Friedrich Wilhelm Meyer-Brink (1912–1973), deutscher Spielleiter, Dramaturg und Mundartautor
- Gary J. Brink, US-amerikanischer Filmausstatter
- Hans Maarten van den Brink (* 1956), niederländischer Schriftsteller
- Henry Brink (* 1967), namibischer Rugby-Union-Spieler
- Jan ten Brink (Philologe) (1771–1839), niederländischer Klassischer Philologe
- Jan ten Brink (Schriftsteller) (1834–1901), niederländischer Schriftsteller
- Jan van den Brink (1915–2006), niederländischer Wirtschaftsminister und Bankier
- Jan Brink (Reiter) (* 1960), schwedischer Dressurreiter
- Jan Nicolaas Bakhuizen van den Brink (1896–1987), niederländischer Theologe
- Jaymio Brink (* 2004), niederländischer Radrennfahrer
- Jeroen van den Brink (* 1968), niederländischer Physiker und Hochschullehrer
- Johannes van den Brink (1865–1933), niederländischer Priester und Sozialist
- Johannes Brink (Schwimmer) (1912–1976), niederländischer Schwimmer
- Jörgen Brink (* 1974), schwedischer Skilangläufer und Biathlet
- Jos Brink (1942–2007), niederländischer Schauspieler und Fernsehmoderator
- Josefin Brink (* 1969), schwedische Politikerin
- Julius Brink (* 1982), deutscher Beachvolleyballspieler
- Kai Brink (* 1974), deutscher Handballspieler
- Karl ten Brink (1827–1897), deutscher Ingenieur, Unternehmer und Erfinder
- Karl Oberste-Brink (1885–1966), deutscher Geologe, Bergbauexperte und Paläontologe
- Lars Brink (1943–2022), schwedischer Physiker
- Margot Brink (* 1967), deutsche Romanistin
- Mele Brink (* 1968), deutsche Illustratorin und Verlegerin
- Michael Brink (1914–1947), deutscher katholischer Publizist und Mitglied der Widerstandsbewegung gegen das NS-Regime
- Milton Brink (1910–1999), US-amerikanischer Eishockeyspieler
- Molly Brink, US-amerikanische Schauspielerin
- Peter van den Brink (* 1956), niederländischer Kunsthistoriker und Museumsdirektor
- Raymond Brink (1890–1973), US-amerikanischer Mathematiker
- Reinier Cornelis Bakhuizen van den Brink (1810–1865), niederländischer Historiker und Schriftsteller
- Rieke Brink-Abeler (* 1979), deutsche Beachvolleyballspielerin
- Robby Brink (* 1971), südafrikanischer Rugbyspieler
- Ron van den Brink (* 1962), kanadischer Rugby-Union-Spieler
- Ruud Brink (1937–1990), niederländischer Jazz-Saxophonist und Klarinettist
- Sigurjón Brink (Sjonni Brink; 1974–2011), isländischer Musiker
- Stefan Brink (* 1966), deutscher Jurist und Datenschutzbeauftragter
- Tobias ten Brink (* 1976), deutscher Politikwissenschaftler
- Wilhelm Brink (1848–1912), deutscher Politiker, Oberbürgermeister von Offenbach am Main